# Планински явор
Вижте пояснителната страница за други значения на Клен.
Планинският явор (Acer heldreichii), или жешля, е ендемичен за Балканския полуостров вид широколистно дърво. В България расте поединично и на малки групи в планинските райони от западната част на страната, Рило-Родопския масив, Стара планина и Средна гора между 800 и 1900 м надморска височина. Значително находище в Източните Родопи има в района на връх Гюмюрджински снежник (Вейката), южно от село Кирково. В България е със статут „Уязвим“.

## Описание
По своите външни характеристики, планинският явор е близък до обикновения явор. Представлява листопадно дърво с конусовидна до широко закръглена корона, достигащо 20 – 25 м височина. Стволът му има диаметър до 50 см и е покрит от тъмна, силно напукана кора, при младите стъбла гладка и сиво-розова. Едногодишните клонки са пурпурно-кафяви и лъскави., с кафяви пъпки, което го отличава от Acer pseudoplatanus (жълто-зелени пъпки). Листата на жешлята са длановидни, дълбоко насечени до почти разделени, с по 3 – 5 едро назъбени дяла, отгоре тъмнозелени и предимно гладки, отдолу с ръждиви власинки по главните жилки, синкавозелени. Пиер Едмон Боасие – швейцарският изследовател, описал вида, ги оприличава на листата на дива лоза. Цветовете са двуполови, събрани в изправени гроздовидни съцветия, които се появяват след разлистване. Плодовете са червеникави двойни крилатки, не овласени; крилцата им са почти паралелни до слабо разтворени. Разпространяват се чрез вятъра, след като узреят в началото на есента.

## Галерия
- Стъбло
- Листа
- Клонка